# Пеняш-Жунташ
Пеняш-Жунташ (порт. Penhas Juntas; МФА: [ˈpɐ.ɲɐʒ ˈʒũ.tɐʃ]) — парафія в Португалії, у муніципалітеті Віняйш. Розташована в північно-східній частині країни, на теренах історичної португальської провінції Трансмонтана. Входить до складу округу Браганса. За адміністративним поділом, чинним до 1976 року, терени парафії були складовою провінції Трансмонтана і Верхнє Дору. Належить до Брагансько-Мірандської діоцезії Католицької церкви. Патрон — святий Петро. Площа — 26,3533 км². Населення — 255 ос. (2011). Слабо урбанізований регіон. Густота населення — 9,68 осіб/км²
. Код — 041216.

## Населення
| Кількість мешканців | Кількість мешканців | Кількість мешканців | Кількість мешканців | Кількість мешканців | Кількість мешканців | Кількість мешканців | Кількість мешканців | Кількість мешканців | Кількість мешканців | Кількість мешканців | Кількість мешканців | Кількість мешканців | Кількість мешканців | Кількість мешканців |
| ------------------- | ------------------- | ------------------- | ------------------- | ------------------- | ------------------- | ------------------- | ------------------- | ------------------- | ------------------- | ------------------- | ------------------- | ------------------- | ------------------- | ------------------- |
| 1864                | 1878                | 1890                | 1900                | 1911                | 1920                | 1930                | 1940                | 1950                | 1960                | 1970                | 1981                | 1991                | 2001                | 2011                |
| 578                 | 638                 | 746                 | 656                 | 659                 | 549                 | 493                 | 655                 | 674                 | 801                 | 655                 | 492                 | 382                 | 265                 | 255                 |